# Bradysia placida
Bradysia placida är en tvåvingeart som först beskrevs av Johannes Winnertz 1867.  Bradysia placida ingår i släktet Bradysia och familjen sorgmyggor.
Artens utbredningsområde är Tyskland. Arten är reproducerande i Sverige. Inga underarter finns listade i Catalogue of Life.